# Gleason Archer
Gleason Leonard Archer, Jr. (22 de Maio de 1916 — 27 de Abril de 2004) foi um estudioso bíblico, teólogo, educador, e autor norte-americano.

## Vida
O pai de Archer foi o Sr. Gleason Archer, o fundador da Universidade Suffolk em Bostom. Archer formou-se em 1938 com um B.A. da Universidade de Harvard (summa cum laude em Classics) e recebeu um LL.B. da Suffolk Law School em 1939, no mesmo ano ele foi admitido no Massachusetts bar. Em 1940 ele recebeu uma graduação de mestre e em 1944 ele foi recompensado com um Ph.D. da Universidade de Harvard  em Classics. Finalmente ele recebeu o seu Bachelor of Divinity do Princeton Theological Seminary em 1945.

## Carreira
Archer serviu como Pastor da Park Street Church em Bostom de 1945 à 1948. Ele então tornou-se um professor de línguas bíblicas do Fuller Theological Seminary em Pasadena, California de 1948 à 1965. De 1965 até 1986 ele serviu como professor de Antigo Testamento e línguas semitas do Trinity Evangelical Divinity School, Deerfield, Illinois. Ele tornou-se um membro emeritus da faculdade em 1989. O restante de sua visa paassou pesquisando, escrevendo e palestrando.
Archer serviu como um dos 50 tradutores originais da NASB publicada em 1971. Ele também trabalhou no grupo que traduziu a Bíblia NIV publicada em 1978.
Sua defesa da doutrina da Inerrância bíblica através de propostas harmonizantes e exegesis relacionadas às dificuldades bíblicas fez de Archer um dos maiores inerrantistas bíblicos. Ele apresentou: "One cannot allow for error in history-science without also ending up with error in doctrine." Ele críticou a Hipótese documentária que negava a Autoria mosaica do Pentateuco.